# Зграда старе поште
Зграда старе поште у Зрењанину, припада Старом градском језгру, као Просторно културно-историјске целине од великог значаја.
Зграда која је саграђена у 19. веку, реконструисана је 1901. године, према пројекту краљевског инжењера Хармат Адолфа, за потребе Мађарске Kраљевске поште и телеграфа, која се до тада налазила у Сарајлијиној улици у кући под бројем 10. Након Првог светског рата, пошта наставља са радом али као Главна поштанска управа у Петровграду. Пошта се ту налазила до педесетих година 20. века, односно до изградње нове зграде у Пупиновој улици.
Приликом радова на обнови приземља 2010. године, враћен је централни улаз на средишњем ризалиту. У скоријој прошлости у згради се налазио Раднички универзитет и биоскоп на отвореном „Башта”.
У дворишту зграде се налазио сликарски атеље у ком је будимпештански сликар Пал Ваго насликао композицију „Дефиле банатских спахија пред царем Фрањом Јосифом”, у периоду од 1897 – 1898. године.